# ウンナンのニッポン全国大表彰!国民的オブ・ザ・イヤー2021
『ウンナンのニッポン全国大表彰!国民的オブ・ザ・イヤー2021』（ウンナンのニッポンぜんこくだいひょうしょう!こくみんてきオブ・ザ・イヤー2021）は、日本テレビ系列局で2021年12月28日22:00 - 23:30に放送された日本テレビ製作の特別バラエティ番組。

## 概要
2021年に輝いた人を表彰する番組。2021年末にして今年初めてコンビで共演する事となる。

## 出演者

### MC
- ウッチャンナンチャン（内村光良・南原清隆）

### 進行
- 水卜麻美（日本テレビアナウンサー）

## スタッフ
- 企画・演出 - 冨永琢磨（日本テレビ）
- 構成 - 町山広美、すずきB、佐藤満春、飯塚大悟
- ナレーション - 角田晃広（東京03）、レニー・ハート、梅澤廉（日本テレビアナウンサー）
- TM - 望月達史
- SW - 蔦佳樹
- CAM - 大庭茂嗣
- MIX - 村瀬脩一
- VE - 向山江梨佳
- 照明 - 名取孝昌
- 美術プロデューサー - 稲本浩
- デザイン - 大住啓介
- 電飾 - 山田実央
- 大道具 - 上野剛
- 小道具 - 今村文孝
- モニター - ジャパンテレビ
- メイク - 奥松かつら
- 衣裳 - 川上紗也加
- 編集 - 橋本治
- MA - 柳智隆
- 音効 - 岡田淳一
- TK - 竹島祐子
- リサーチ - 今井紳介、木村友香、利光宏治、小林のぞみ
- 技術協力 - NiTRo、スタジオWELt
- 美術協力 - 日テレアート
- CG - 森三平
- デスク - 小林祐子
- チーフディレクター - 前田大輔（日本テレビ）、木村将士（えすと）
- ディレクター - 干場備前・富永恵也・東海林大介（えすと）、若菜久利（コム・クエスト）、垣見麻里子（ホリックス）/ 石川藍人、佐川祐美、寺田智香、中島龍之介、瀧田水紀
- プロデューサー - 小林拓弘・杉山直樹（日本テレビ）、大野光浩・阿河朋子・木村優子・橋村青樹（えすと）、佐々木誠（ホリックス）、岡田直樹、安原繭子
- チーフプロデューサー - 江成真二（日本テレビ）
- 制作協力 - えすと、ホリプロ
- 製作著作 - 日本テレビ